# Dietmar Preißler

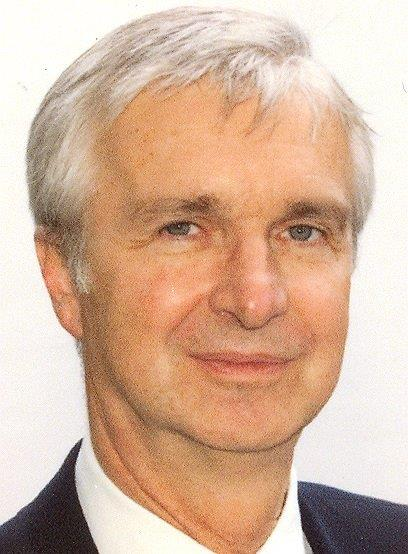
Dietmar Preißler (2014)

Dietmar Preißler (* 24. Juni 1956 in Schwäbisch Gmünd) ist ein deutscher Historiker. Er war erster Sammlungsdirektor der Stiftung Haus der Geschichte der Bundesrepublik Deutschland bis April 2022.

## Werdegang
Nach dem Abitur am Parler-Gymnasium Schwäbisch Gmünd und der Ableistung des Wehrdienstes studierte er Geschichte, Politische Wissenschaft, Sportwissenschaft und Jura an der Ruprecht-Karls-Universität Heidelberg. 1988 wurde Preißler mit der Arbeit „Frühantisemitismus in der Freien Stadt Frankfurt und im Großherzogtum Hessen (1810 bis 1860)“ in Heidelberg promoviert. Preißler war für das Institut für Politische Wissenschaft der Universität Heidelberg und die Landeszentrale für politische Bildung Baden-Württemberg tätig. Danach wurde er im Jahr 1988 wissenschaftlicher Mitarbeiter bei der Stiftung Haus der Geschichte der Bundesrepublik Deutschland.
Seit 1990 war er Abteilungsleiter Sammlungen, von 2002 bis 2022 Sammlungsdirektor des Hauses der Geschichte. Für das Haus der Geschichte erarbeitete er ein neues Sammlungskonzept, das im Jahr 2014 publiziert wurde. Von 2001 bis 2008 war er Geschäftsführer des Netzwerks Mediatheken.

## Lehrbeauftragter
An den Universitäten Greifswald, Düsseldorf und Bonn hielt Preißler Lehrveranstaltungen zur Verfassungsgeschichte, Linksterrorismus und Museologie. Zuletzt war er Lehrbeauftragter am Historischen Seminar des Lehrstuhls von Michael Kißener an der Universität Mainz.

## Projektleiter
Preißler entwickelte als Projektleiter das Konzept für den 2004 in Bonn eröffneten „Weg der Demokratie“.
Er war inhaltlich verantwortlich für zwei Projekte über die Verfassungsgeschichte der Bundesrepublik Deutschland: das Internet-Projekt „Beobachtungen – Der Parlamentarische Rat 1948/49“ (2008) und die Dauerausstellung „Unser Grundgesetz“ im Bundesratsgebäude in Bonn (2016).

## Mitgliedschaften (Auswahl)
- Seit 1990 Mitglied der Auswahlkommission beim Institut für Begabtenförderung der Konrad-Adenauer-Stiftung.
- Seit 1996 Mitglied im Deutschen Museumsbund und in der Fachgruppe Dokumentation des Deutschen Museumsbundes.[2]
- 2004 bis 2009 Mitglied im Wissenschaftlichen Beirat von nestor I+II – Kompetenznetzwerk Langzeitarchivierung.[13][14]
- 2010 Mitglied der Arbeitsgruppe der Bund-Länder-Kommission für Bildungsplanung und Forschungsförderung „Informationsinfrastruktur in Deutschland“.[15]
- 2010 bis März 2019 im Wissenschaftlichen Beirat im Haus der Geschichte Baden-Württemberg in Stuttgart.[16]
- 2014 ff.: Mitglied im Think Tank „Kulturelles Gedächtnis digital“ der Deutschen Digitalen Bibliothek.[17]
- Von 2018 bis 2021 im Wissenschaftlichen Beirat des „Landshut“-Projekts, der das Dornier-Museum in Friedrichshafen bei der Entwicklung und Umsetzung der Ausstellung über die Entführung des Flugzeugs „Landshut“ begleitet.[18]
- Mitglied im Wissenschaftlichen Beirat des Hauses der Europäischen Geschichte in Brüssel (Stand 2024).[19]

## Schriften (Auswahl)
- Frühantisemitismus in der Freien Stadt Frankfurt und im Grossherzogtum Hessen (1810 bis 1860). Winter, Heidelberg 1989.
- Kulturelles Erbe im Internet sichtbar machen. Positionspapier Deutscher Museumsbund. In: Der Vergangenheit eine Zukunft. Kulturelles Erbe in der digitalen Welt. Eine Publikation der Deutschen Digitalen Bibliothek. Herausgegeben von Paul Klimpel und Ellen Euler. Berlin 2015, S. 296–301 (online).

## Vorträge (Auswahl)
- Mythennähe oder Mythenferne? – Die Entstehung des Grundgesetzes 1948/49. Vortrag im Rahmen des trinationalen Doktorandenkollegs der Universitäten Paris IV (Sorbonne), Bonn und Florenz, Miti fondatori dell'Europa nelle Arti e nella Letteratura am 3. November 2011 in Florenz.[20]
- Das vergessene 20. Jahrhundert. Zeitgeschichte sammeln. Vortrag auf der Arbeitstagung der Museumsakademie Universalmuseum Joanneum in Kooperation mit dem Haus der Geschichte Österreich und dem Wien Museum am 16. Juni 2016.[21]
- Les interrogations fondatrices d'un musée d’histoire allemande de l’après 1945. Einführungsvortrag beim Kolloquium L’Europe et ses intellectuels an der Universität Warschau am 30. Mai 2016.[22]